# Kończyce (przystanek kolejowy)
Kończyce – przystanek kolejowy w Kończycach Małych, w województwie śląskim, w Polsce. Znajduje się na wysokości 251 m n.p.m.

## Ruch pasażerski
| Rok  | Wymiana pasażerska na dobę |
| ---- | -------------------------- |
| 2017 | 0-9                        |
| 2022 | 20-49                      |

## Historia
Przystanek kolejowy został otwarty w 1934 roku. Wybudowano niewielki budynek stacyjny architektury charakterystycznej dla pozostałych budynków dworcowych wybudowanych na tej linii kolejowej. W budynku została umieszczona poczekalnia oraz pomieszczenie dla dróżnika dawniej obsługującego pobliski przejazd kolejowo-drogowy kategorii „A”. Później zapory kolejowe zostały zdemontowane i zamontowano urządzenia samoczynnej sygnalizacji przejazdowej. Budynek przystanku kolejowego po 1945 roku został nieudolnie przebudowany. Po zlikwidowaniu poczekalni z kasami biletowymi oraz zamontowaniu samoczynnej sygnalizacji przejazdowej na pobliskim przejeździe, pozbawiony opieki budynek był systematycznie dewastowany i został rozebrany na początku marca 2016 roku. W drugiej połowie 2019 roku przeprowadzono remont peronu. Przystanek jest obsługiwany przez samorządową spółkę Koleje Śląskie od 9 grudnia 2012, kiedy spółka ta przejęła obsługę kierunku od Przewozów Regionalnych.